# Demi Chef de Partie
Der Demi Chef de Partie ist eine wichtige Position in der klassischen Küchenbrigade nach Auguste Escoffier, einem bedeutenden französischen Koch des späten 19. und frühen 20. Jahrhunderts. Diese kulinarische Hierarchie wurde entwickelt, um eine strukturierte und effiziente Organisation in professionellen Küchen zu gewährleisten. Der Demi Chef de Partie ist für eine spezifische Station in der Küche verantwortlich und spielt eine wesentliche Rolle bei der Zubereitung und Perfektionierung der Speisen.

## Allgemein
Der Begriff "Demi Chef de Partie" stammt aus dem Französischen und kann als "Hilfs-Station-Chef" oder "stellvertretender Station-Chef" übersetzt werden. "Demi" bedeutet "halb" oder "assistierend", was auf die Position des Demi Chef de Partie als Assistent des Chef de Partie hinweist. Die Küchenbrigade ist eine traditionelle Hierarchie in professionellen Küchen und folgt klaren Linien der Verantwortung und Organisation.

## Begriff
Der Demi Chef de Partie ist in der Hierarchie eine Stufe unter dem Chef de Partie (Station-Chef) angesiedelt. Er oder sie unterstützt den Chef de Partie bei der Leitung der Station und übernimmt eine Vielzahl von Aufgaben. Der Demi Chef de Partie ist ein erfahrener Koch, der in der Lage ist, die Verantwortung für die Station zu übernehmen, wenn der Chef de Partie abwesend ist. Diese Position ist eine wichtige Entwicklungsstufe für junge Köche, die auf ihrem Weg zur Chef de Partie oder höheren Positionen in der Küchenhierarchie Fortschritte machen möchten.

### Unterschied zum "Chef de Partie"
Der Hauptunterschied zwischen dem Demi Chef de Partie und dem Chef de Partie liegt in der Verantwortung und der Position in der Küchenhierarchie. Der Chef de Partie ist der leitende Koch einer spezifischen Station und hat die Hauptverantwortung für die Zubereitung und Präsentation der Gerichte auf dieser Station. Er leitet das Team von Demi Chef de Partie und Commis, den Küchenhilfen. Der Demi Chef de Partie arbeitet eng mit dem Chef de Partie zusammen und unterstützt ihn bei seinen Aufgaben. Während der Chef de Partie die Station leitet, arbeitet der Demi Chef de Partie aktiv mit, um die Qualität und Effizienz der Küchenabläufe sicherzustellen.

## Aufgabengebiete
Die Aufgaben des Demi Chef de Partie variieren je nach Station und Küchentyp, können aber folgende Punkte umfassen:
- Zubereitung von Speisen: Der Demi Chef de Partie ist aktiv an der Zubereitung und Präsentation der Gerichte auf seiner Station beteiligt. Er stellt sicher, dass die Speisen den hohen gastronomischen Standards des Betriebs entsprechen.

- Qualitätskontrolle: Der Demi Chef de Partie überwacht die Qualität und Konsistenz der zubereiteten Speisen und stellt sicher, dass sie den Vorgaben des Chef de Partie und des Küchenchefs entsprechen.

- Schulung und Anleitung: Der Demi Chef de Partie arbeitet eng mit den Commis und den Küchenhilfen zusammen und bietet Schulungen und Anleitungen, um sicherzustellen, dass alle Mitarbeiter seine kulinarischen Fähigkeiten und Arbeitsstandards verstehen und einhalten.

- Organisation und Vorbereitung: Der Demi Chef de Partie unterstützt den Chef de Partie bei der Organisation und Vorbereitung der Station. Er überprüft die Lagerbestände, achtet auf die Sauberkeit und Hygiene in seinem Arbeitsbereich und sorgt dafür, dass alle benötigten Zutaten und Utensilien vorhanden sind.

Die Rolle des Demi Chef de Partie in einer Küchenbrigade nach Auguste Escoffier ist von entscheidender Bedeutung, um einen reibungslosen Ablauf in der Küche sicherzustellen und die Qualität der zubereiteten Gerichte zu gewährleisten. Durch seine Fachkenntnisse, Erfahrung und Teamfähigkeit trägt der Demi Chef de Partie dazu bei, den kulinarischen Erfolg des Betriebs zu fördern und die Traditionen der klassischen französischen Küche am Leben zu erhalten.